# Notre-Dame-de-Bondeville
Notre-Dame-de-Bondeville település Franciaországban, Seine-Maritime megyében. Lakosainak száma 7004 fő (2022. január 1.). Notre-Dame-de-Bondeville Déville-lès-Rouen, Le Houlme, Houppeville, Maromme, Mont-Saint-Aignan és Saint-Jean-du-Cardonnay községekkel határos.

## Népesség
A település népességének változása:
| Lakosok száma | 7036 | 7131 | 7179 | 7015 | 6990 | 6978 | 6966 | 6957 | 7004 |
|               | 2013 | 2015 | 2016 | 2017 | 2018 | 2019 | 2020 | 2021 | 2022 |